# 红教堂 (奥洛穆茨)
红教堂（捷克語：Červený kostel）是捷克共和国奥洛穆茨的一座前新教教堂。
这座教堂由德国建筑师 Max Löwe兴建于1901-1902年，供当地说德语的波希米亚，摩拉维亚和西里西亚的德国福音教会使用。第二次世界大战后，德国人遭到驱逐，这座教堂被移交给捷克新教徒。1959年交给大学图书馆。